# Putte (Pays-Bas)
Pour les articles homonymes, voir Putte.
Putte est un village situé en Campine, sur la frontière entre les Pays-Bas et la Belgique. La partie néerlandaise du village est rattachée à la commune néerlandaise de Woensdrecht, dans la province du Brabant-Septentrional. La partie belge est comprise dans les communes belges de Stabroek et Kapellen, dans la province d'Anvers. Le 1er janvier 2007, le village comptait 3 751 habitants.
Le 1er janvier 1997, la commune néerlandaise de Putte avait été supprimée et rattachée à celle de Woensdrecht, en même temps que Huijbergen et Ossendrecht.

Le peintre protestant anversois Jacob Jordaens y fut enterré en 1678.

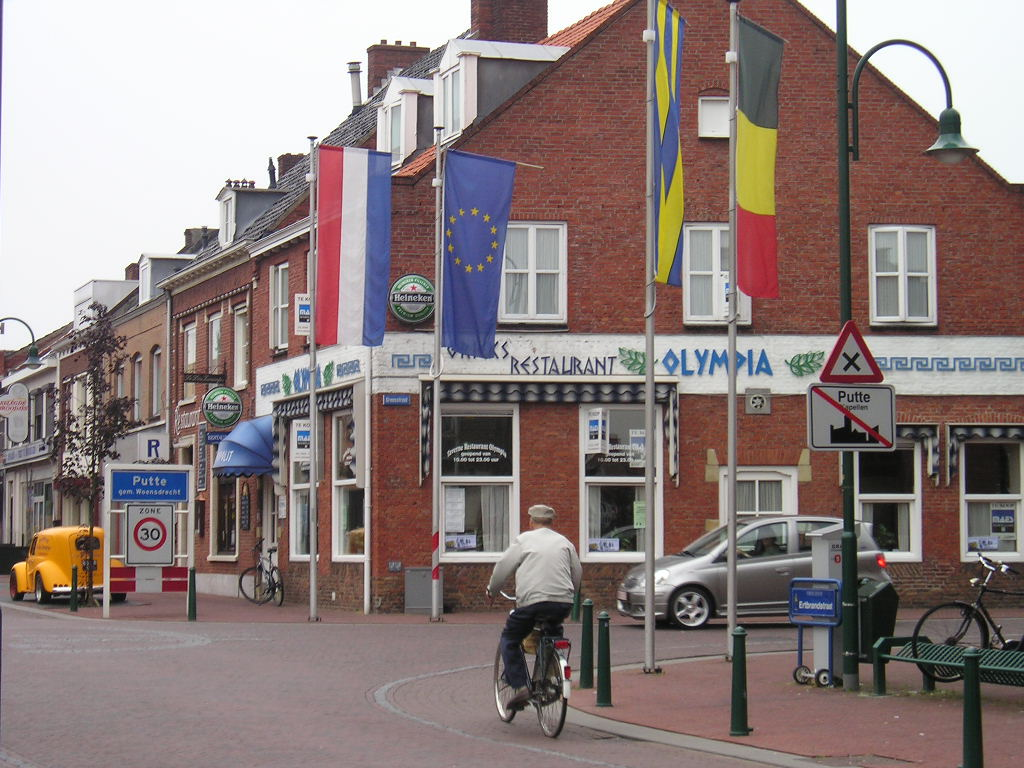
Frontière entre les Pays-Bas et la Belgique, dans le village de Putte

## Histoire
Le nom de Putte fut mentionné pour la première fois en 1247, lorsqu'un certain Hendrik van Attenhoven obtint le droit d'exploiter la tourbe dans cette zone pratiquement inhabitée et d'y établir des paroisses. Au milieu du XIVe siècle, un château et des fermes associées furent construits qui deviendront l'actuel château de Ravenhof, situé sur le territoire de Stabroek.
La guerre de Quatre-Vingts Ans entraîne la destruction du village. La reconstruction s'est effectuée au sud de l'ancien village.
Il y avait une chapelle médiévale au cimetière général du Putseweg, à environ 1 km au nord de l'église actuelle. Celle-ci était dédiée à Sainte Elisabeth. Après sa destruction, une nouvelle église fut construite. La paix de Münster en 1648 signifiait que le village était divisé politiquement et administrativement. Une église frontalière a été établie juste au sud de la frontière. Les guerres de succession espagnole et autrichienne au XVIIIe siècle firent que la région fut à nouveau ravagée par des troupes de toutes sortes.
La population était pauvre. Lors de la création du Moretusbos dans la seconde moitié du XVIIIe siècle, de nombreux habitants de Putte trouvèrent du travail pour sa construction. L'agriculture y était pratiquée, mais celle-ci ne garantissait qu'une maigre subsistance. Après la sécession belge (1830), la frontière passait à nouveau par Putte. En 1843, elle fut délimitée par des bornes frontières. La frontière fournissait non seulement des emplois réguliers grâce aux bureaux frontaliers et aux établissements associés, mais les résidents parvenaient également à compléter leurs revenus grâce à la contrebande. Le braconnage était également courant. Des bâtiments contigus ont émergé le long de l'Antwerpsestraat sous l'influence des activités frontalières. Une conséquence de l'indépendance belge fut la construction de cimetières juifs à Putte. La loi belge ne garantissant pas la préservation des tombes, la communauté juive anversoise enterra ses morts à Putte.
Au XVIIIe siècle, la population vivait de l'agriculture et de la sylviculture, tandis que le tissage de nattes s'est ajouté au XIXe siècle. Cela s'effectuait comme travail domestique et employait plusieurs centaines de personnes. En 1910, 86 adultes et 101 ouvriers auxiliaires travaillaient encore dans cette branche de l'industrie.
L'industrie était une source d'emploi plus moderne : Van Niftrik fut l'une des premières entreprises aux Pays-Bas à transformer la bakélite en produits. Cette entreprise de transformation du plastique existe toujours, même si elle travaille désormais avec des matières premières plus modernes.

## Notes et références

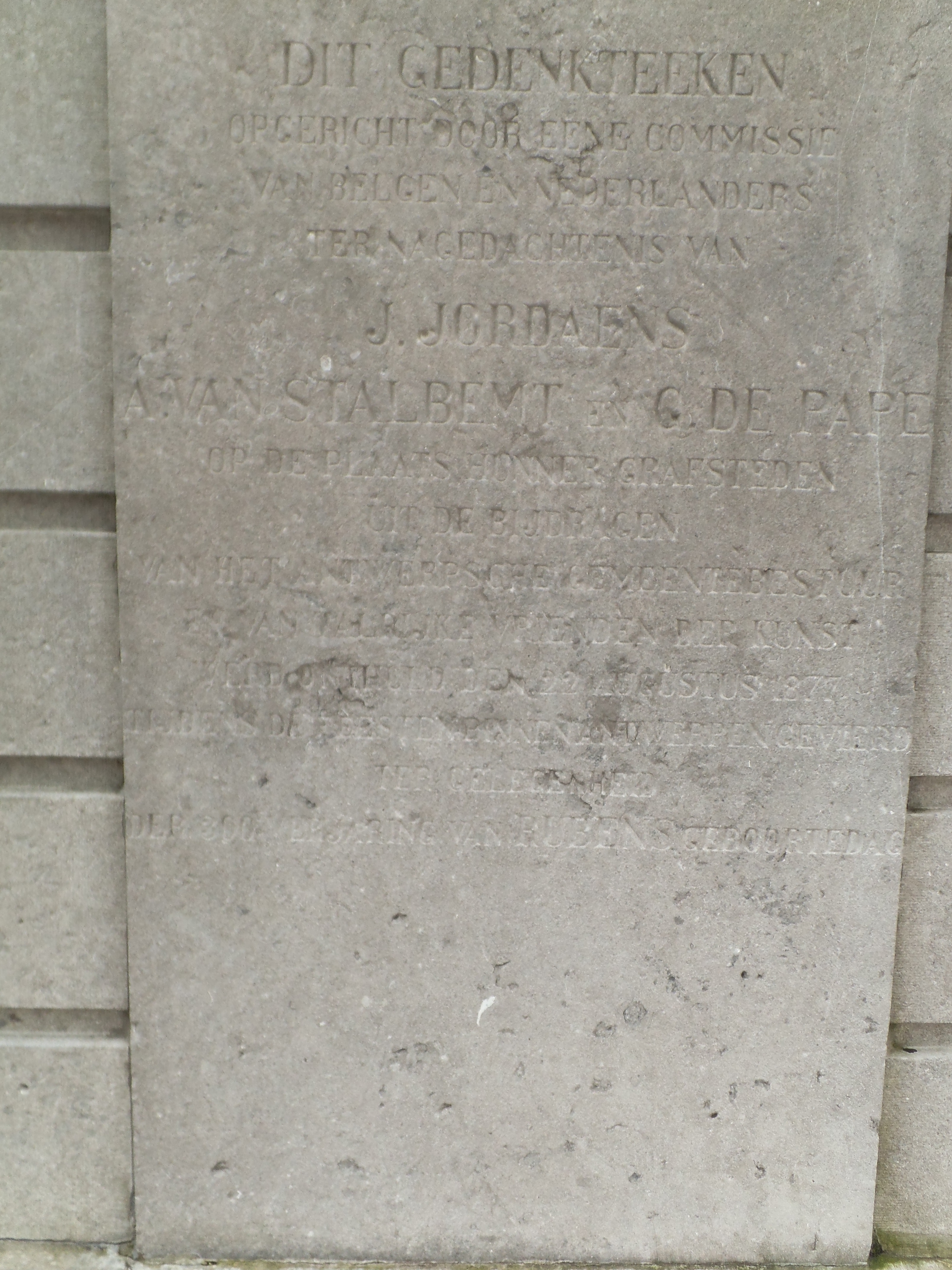
Plaque commémorative de Jordaens, apposée sur un monument (1877) du sculpteur belge Lambeaux.